# Corset

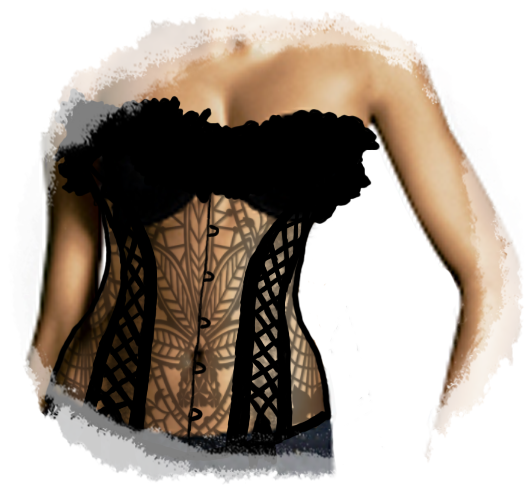
Corset modern tip clepsidră, confecționat din șifon și dantelă.

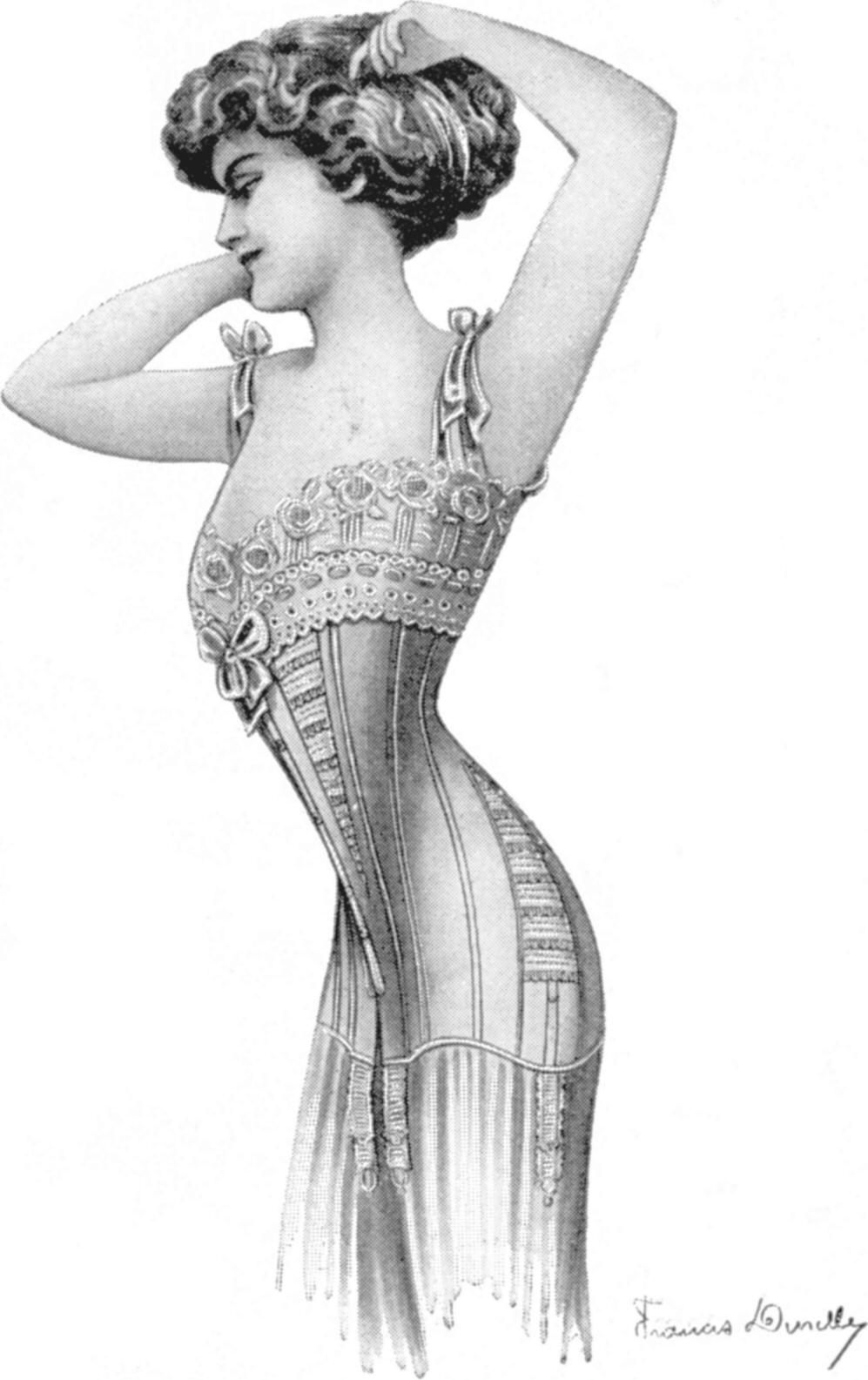
Corset de la începutul secolului XX.

Corsetul este o centură lată ce are scopul de a strânge talia pentru a crea un corp ideal. Este confecționat dintr-un material elastic, întărit cu „balene” din fier sau din plastic și este prins cu șireturi fie în față, fie în spate. Corsetul a fost conceput inițial pentru a îmbunătăți imaginea estetică a unei persoane, fie ea femeie sau bărbat, însă în timp a căpătat și funcții medicale.

## Etimologie
Denumirea cuvântului corset provine din francezul „corps“, care la rândul său provine din latinescul „corpus“, amândouă însemnând corp. De-alungul timpului s-a creat profesia de „corsetar“ (persoană care face corsete) și afacerea numită „corsetărie“.

## Istoria corsetului
În Antichitate, anumite femei din Grecia și Imperiul Roman obișnuiau să-și înfășoare trupurile cu benzi late din material pentru a părea mai suple. În Evul Mediu a început să se poarte pe sub haine un body strâns pe corp, creat din dantelă. Astfel, în secolul al XV-lea, în Creta, apare primul corset. Pe la mijlocul secolului XVI, această piesă de vestimentație a devenit mult mai strâmtă, dantela a fost înlocuită cu piele, iar pentru a susține presiunea corpului au fost adăugate oase de balenă (de aici vine și denumirea de balene), atele din lemn sau din fier. Timp de două secole (XVII-XIX) atât femeile, cât și bărbații au purtat astfel de corsete, exceptând o scurtă perioadă de timp în apropierea Revoluției Franceze. 
Corsetul a cunoscut perioada sa de glorie între 1830 și 1920. Începând cu secolul al XIX-lea, corsetul a devenit o piesă destinată exclusiv femeilor și a fost modificat treptat pentru a urmări liniile naturale ale corpului. Odată cu creșterea rolului femeii în societate s-a ajuns la renunțarea folosirii corsetului, pentru a oferi mai multă libertate. 
Astăzi, corsetul este folosit ca o piesă de lenjerie, un obiect de vestimentație foarte senzual. Cu toate acestea, scopul folosirii acestuia este același: talie mică, bust și șolduri proeminente, altfel spus, o siluetă perfectă.

## Avantajele și dezavantajele utilizării corsetului

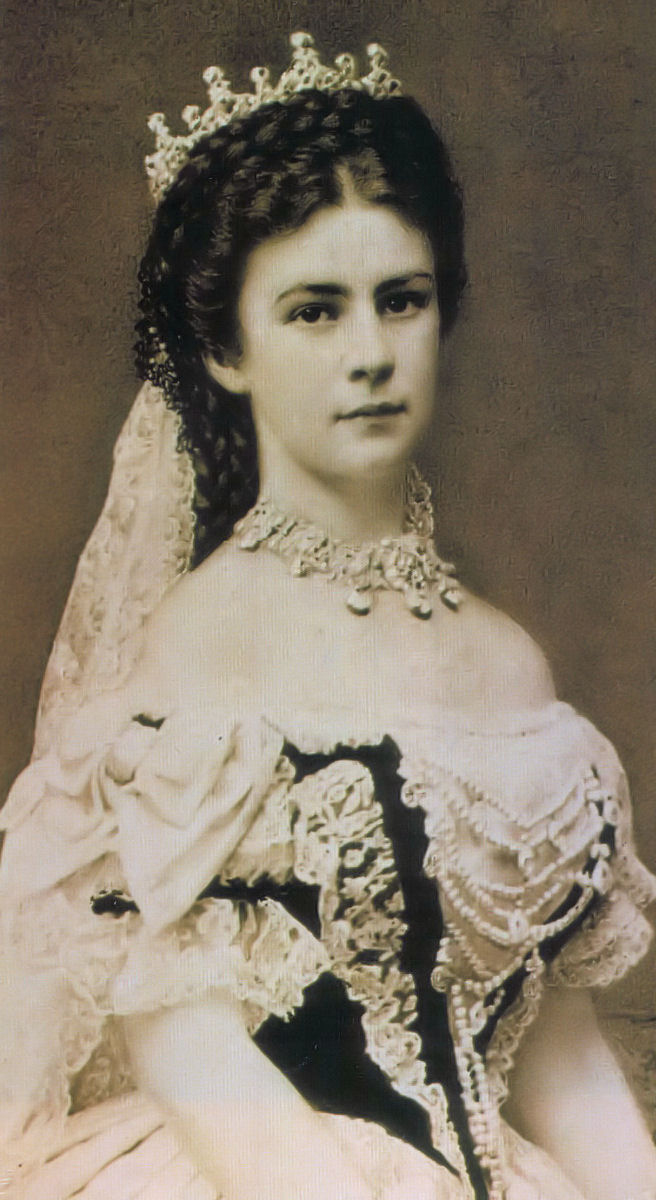
Elisabeta de Wittelsbach - Prințesa Sissy

Corsetul este creat pentru a accentua talia și pentru a oferi acea imagine de clepsidră dorită de fiecare reprezentantă a sexului frumos. De asemenea, în zilele noastre acesta este folosit și în scopuri medicale. Persoanele care au probleme cu spatele sau cu organele interne pot folosi un corset special creat pentru a le proteja și susține trunchiul. Un astfel de exemplu este Andy Warhol care a purtat un astfel de corset din 1968 până la sfârșitul vieții, în 1987.
Chiar dacă în zilele noastre corsetul are anumite avantaje, timp de aproximativ două decenii acesta a creat numeroase probleme medicale. În secolul al XIX-lea era indicat ca o femeie să aibă talia cuprinsă între 40 și 45 de centimetri. Însă, au existat cazuri când și aceste dimensiuni au fost duse la extreme. Un exemplu ar fi Prințesa Sissy care avea în talie 33 de centimetri. Astfel așa-numitele modelări ale corpului pot provoca boala lui Glenard ; coastele sunt împinse și deformate și din această cauză se poate ajunge la încetarea funcționării corecte a organelor interne. Stomacul și ficatul fiind cele mai afectate. În același timp se creează și probleme cu mușchii, iar plămânii primesc cantități mai reduse de oxigen.
„Corsetele pot provoca indigestie, constipație, leșinuri din cauza dificultăților respiratorii sau chiar a sângerărilor interne. Acestea aplică presiune pe plămâni, dar și asupra celorlalte organe, care își schimbă poziționarea naturală pentru a se adapta spațiului remodelat”, a notat în cartea ei, „Fashionably Fatal”, autoarea Summer Stevens.

## Corsetele de-alungul timpului

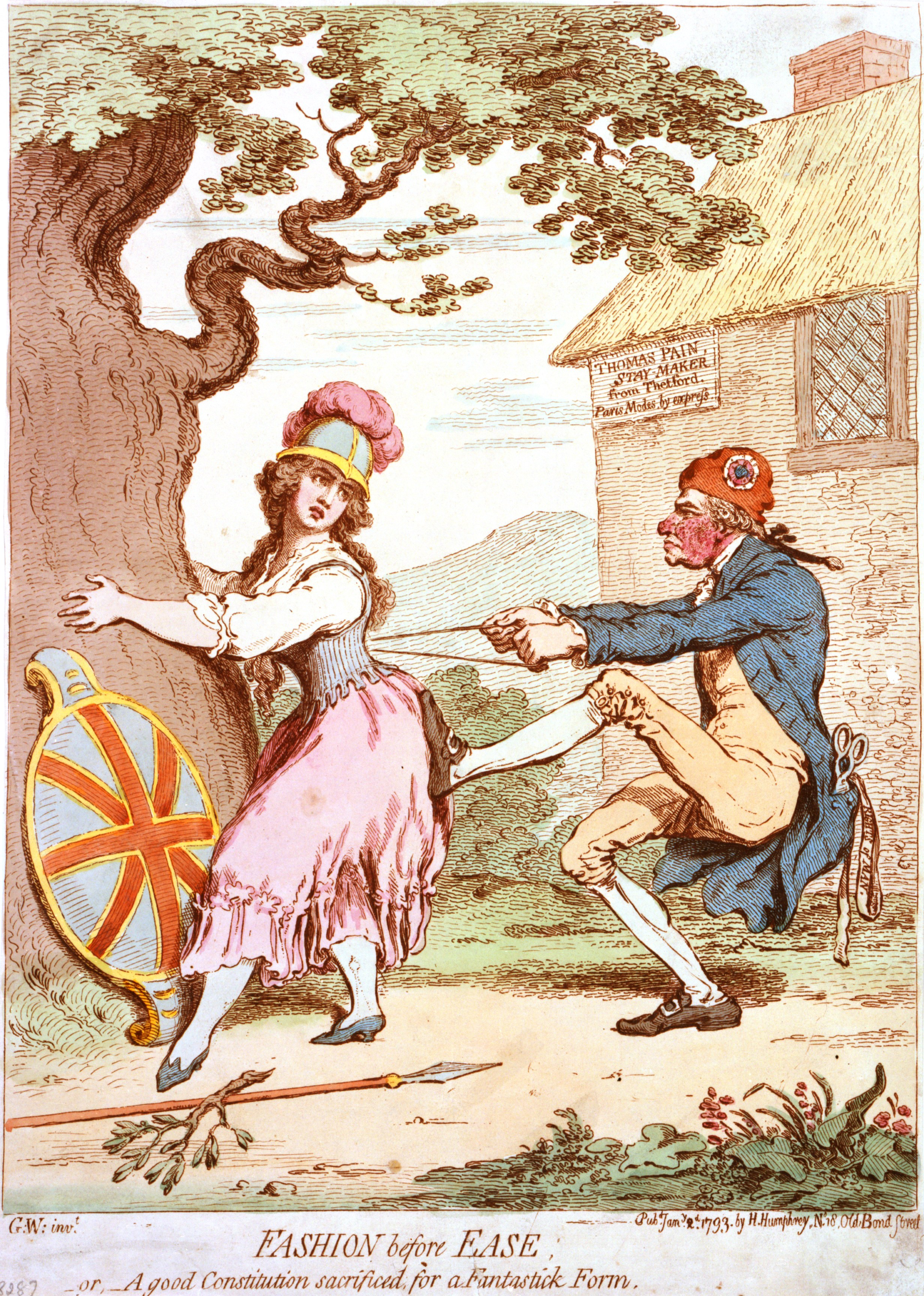
Desen de James Gillray -1793-
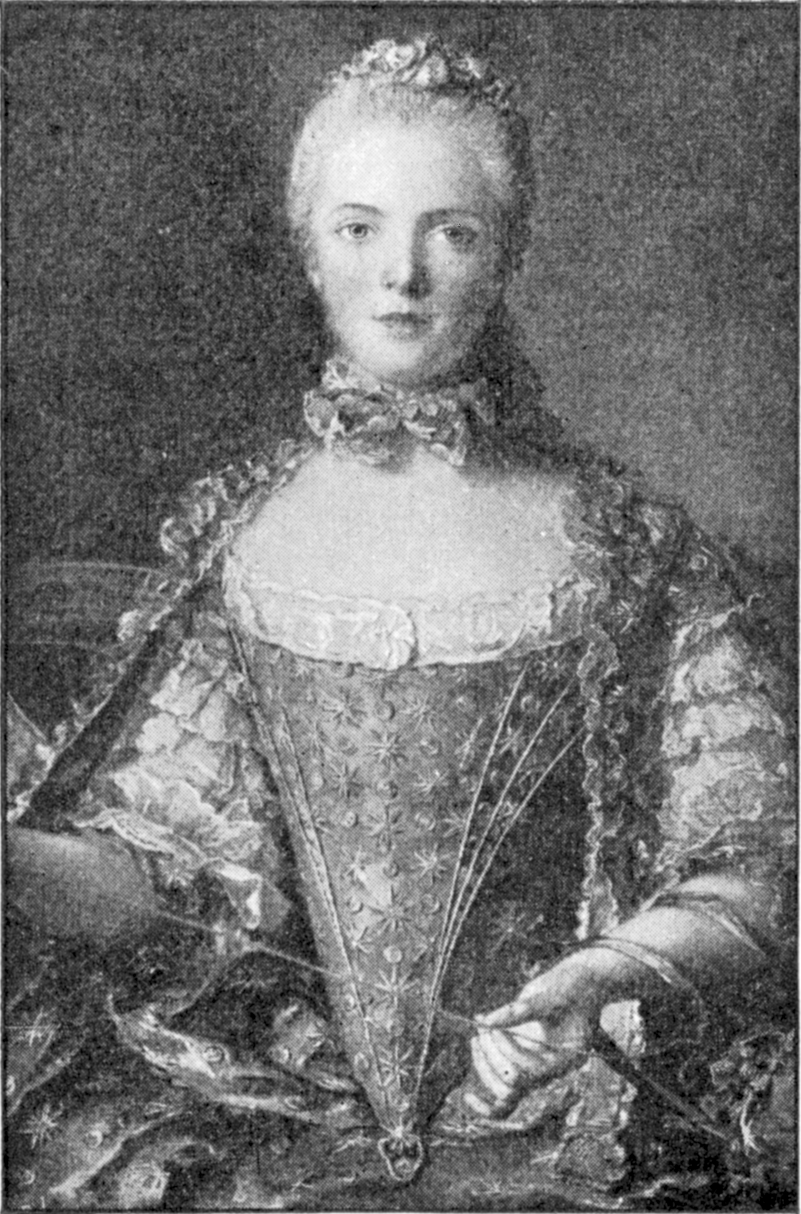
Corset din vremea lui Ludovic al XV-lea
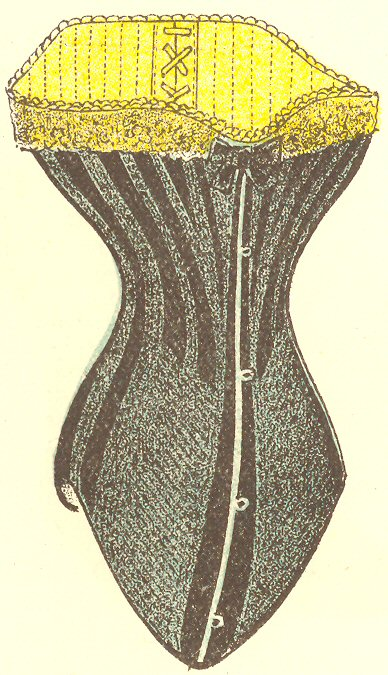
Corset din 1886
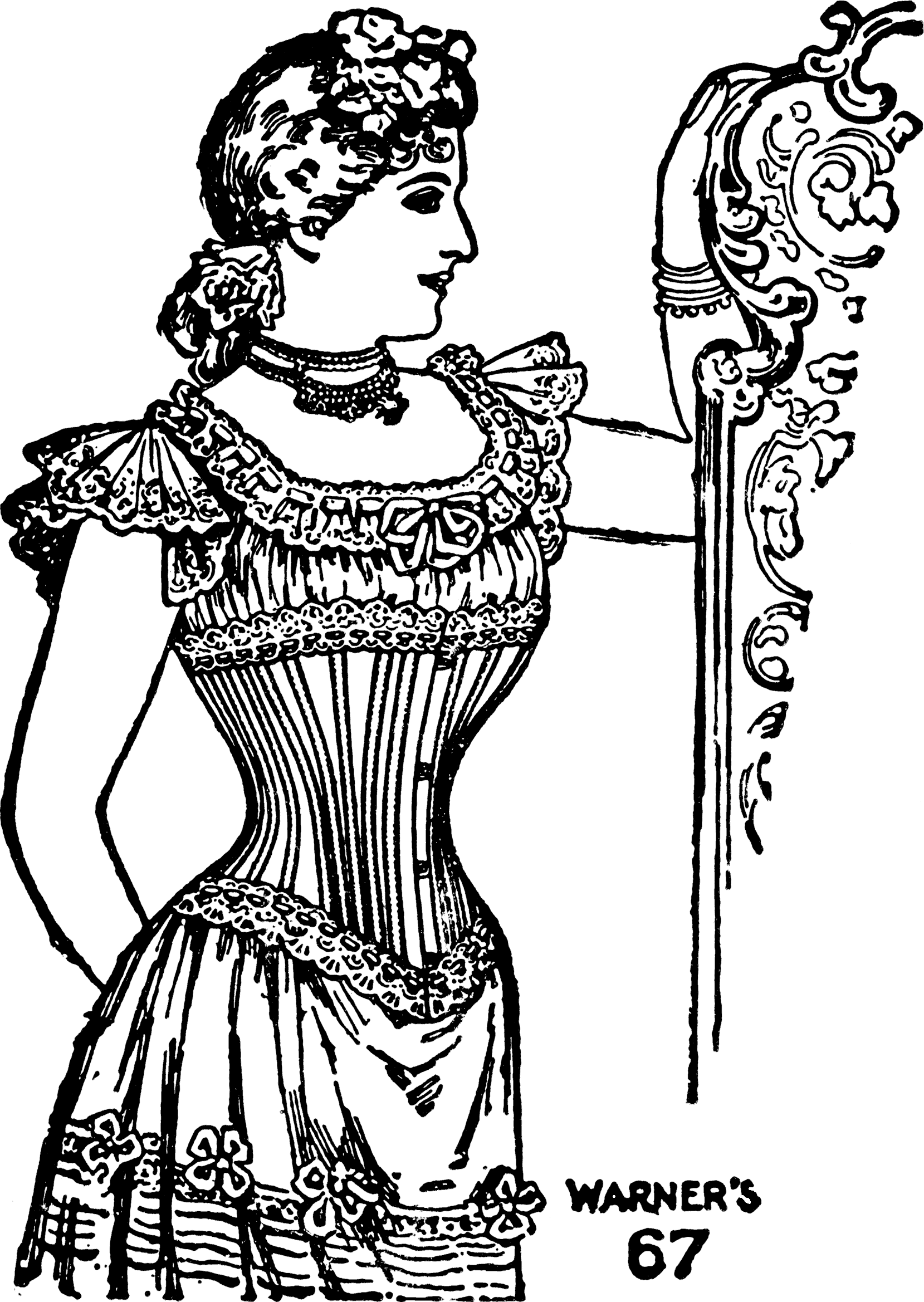
Corset din 1889 creat de Warner's
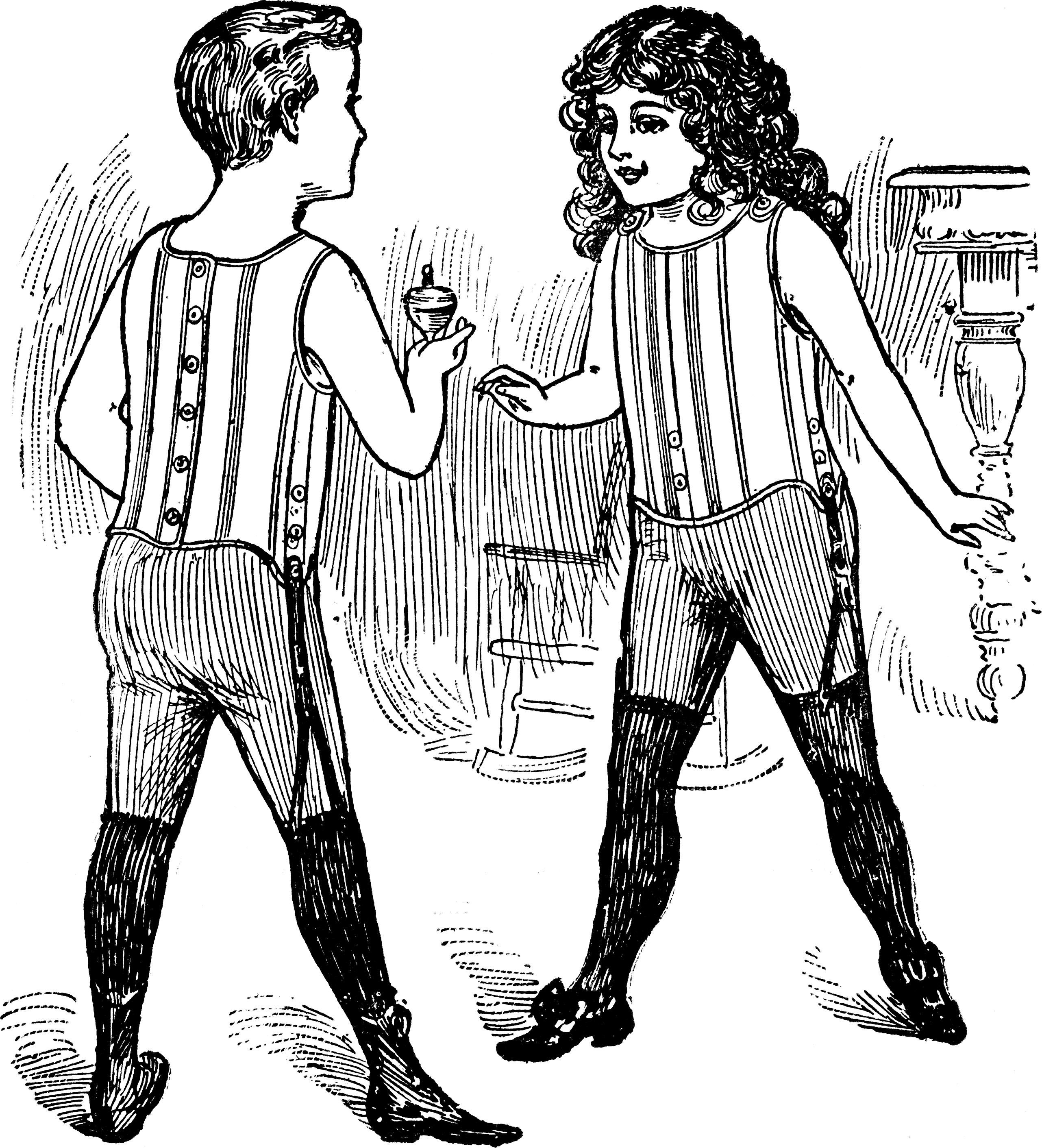
Corset pentru băieţi creat de Warner's
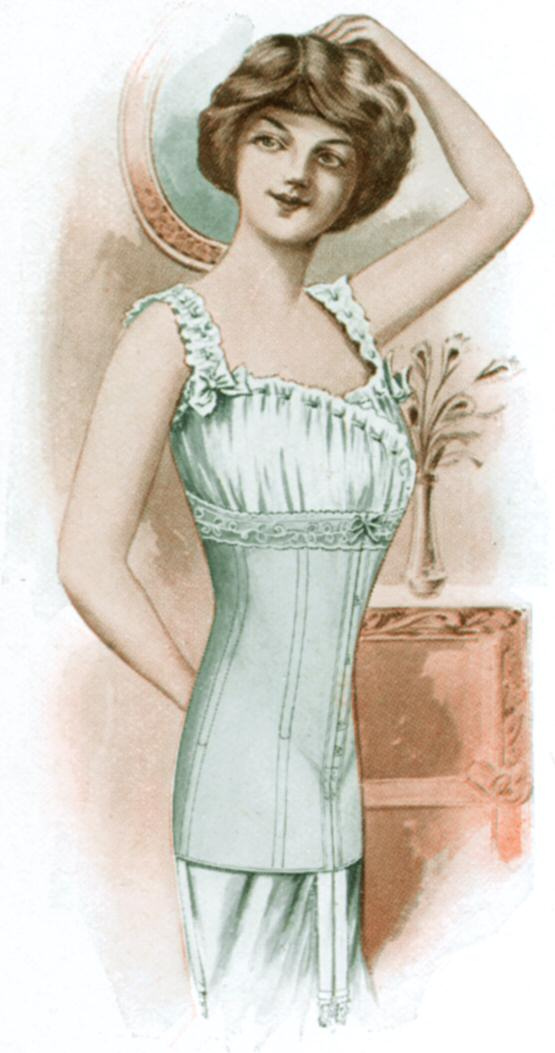
Corset Spirella -1913-
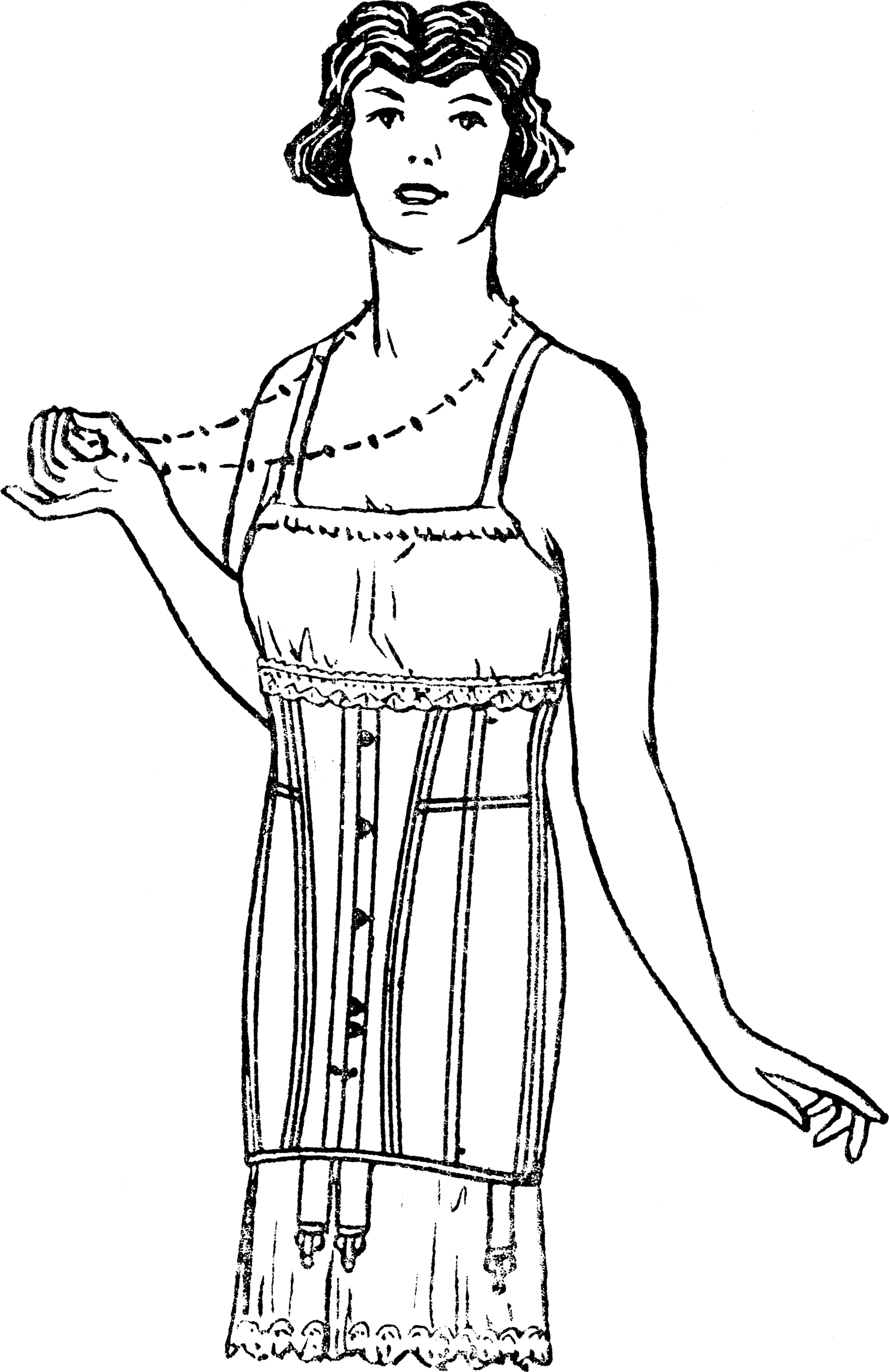
Corset 1922
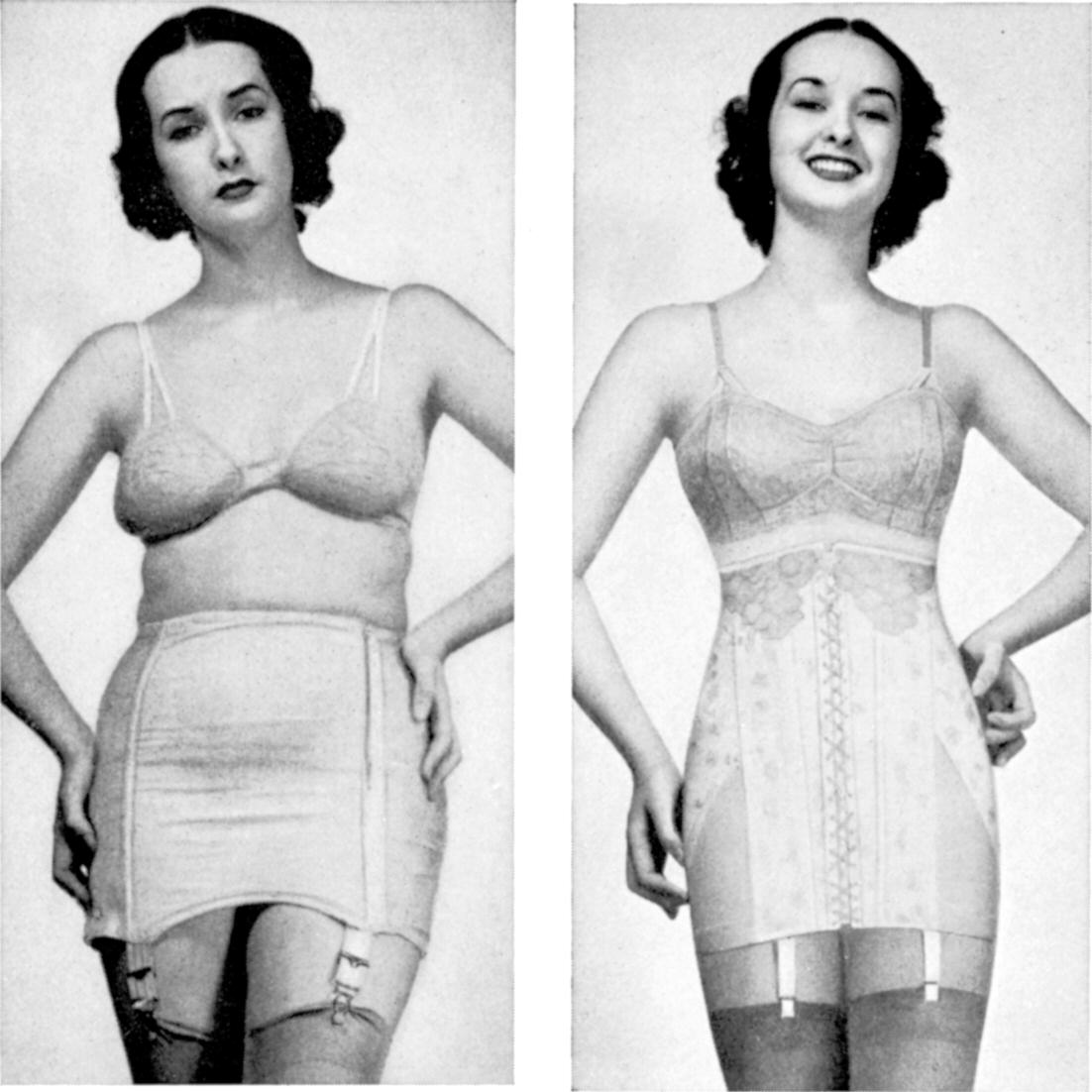
Corset Spencer 1941
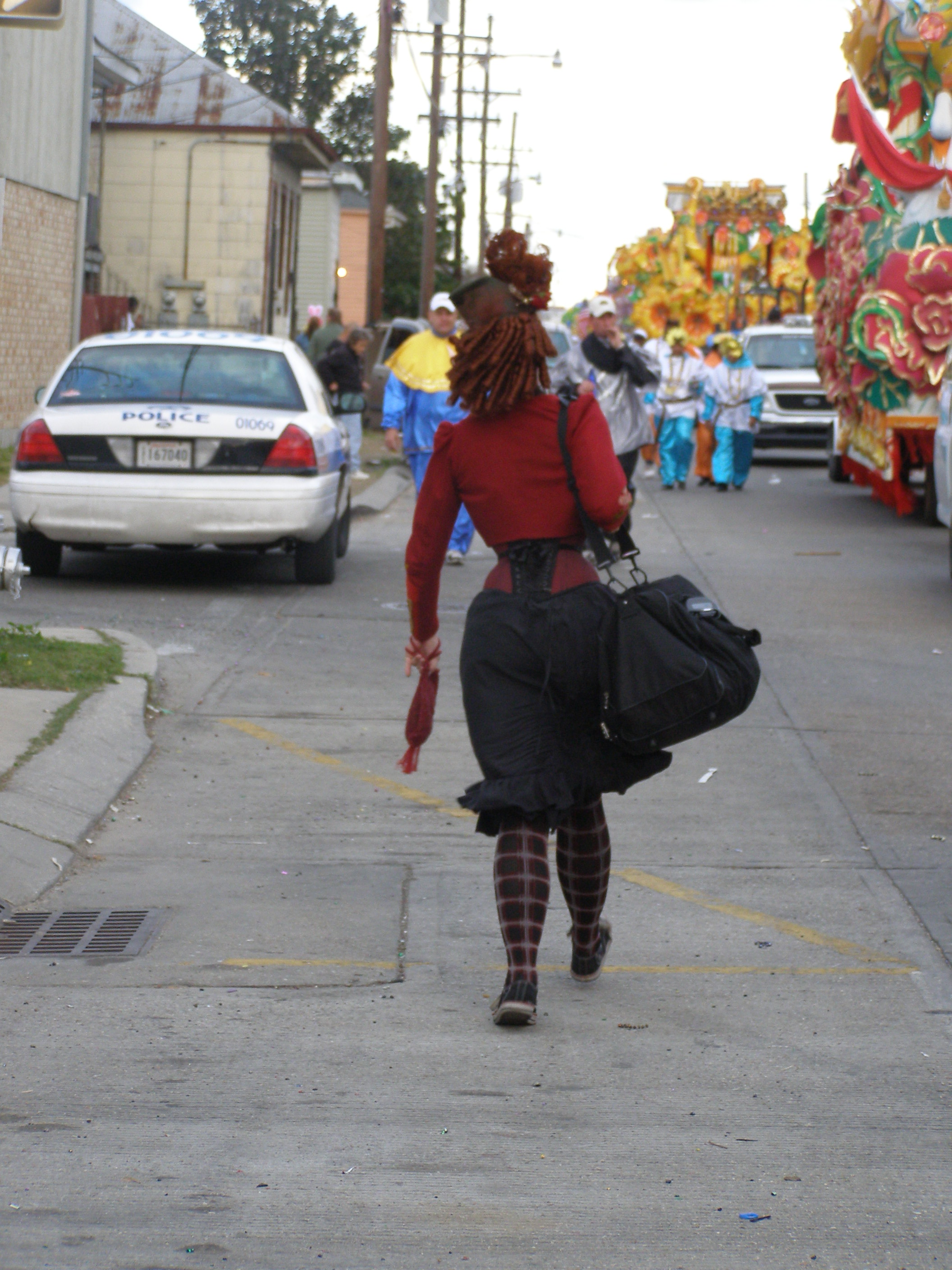
Corset paradă Mardi Gras -2007-
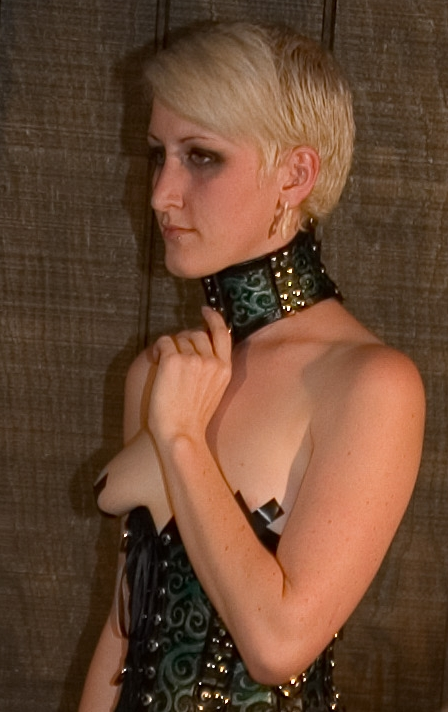
Corset BDSM
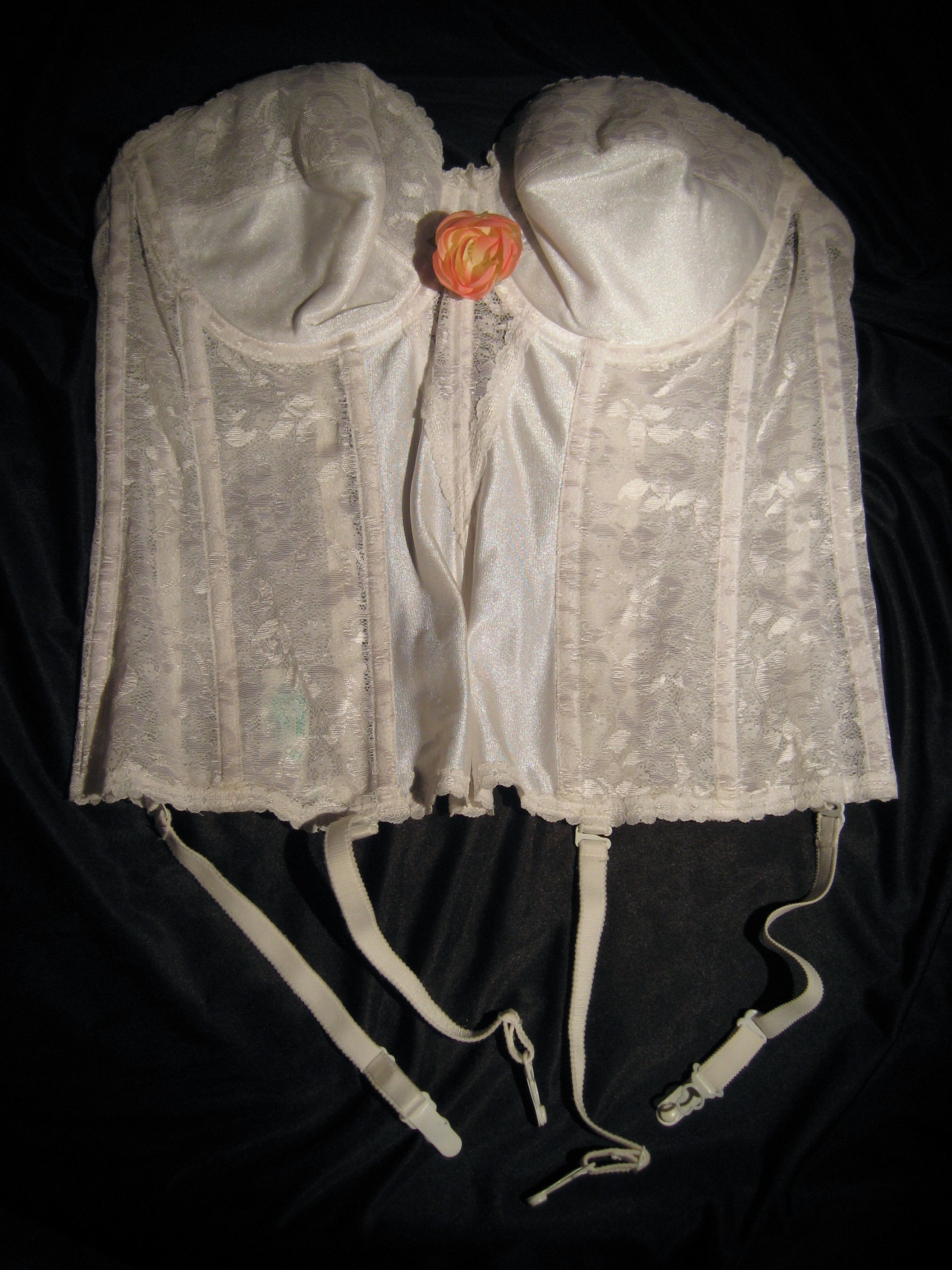
Corset lenjerie -2009-

## Corset medicinal
Un corset purtat pe regiunea lombosacrală, destinat limitării mobilității relative a primelor vertebre lombare, poartă denumirea de Lombostat. 
Lombostatul clasic este un corset mulat, din gips sau din rășină, dar și din plastic, piele sau oțel,  destinat să asigure o imobilizare riguroasă a regiunii lombosacrale, pentru a limita lombalgiile acute. Există și o formă mai suplă de lombostat, confecționat din pânză și balene, croit pe măsura pacientului. 